# 北九州市大連友好記念館

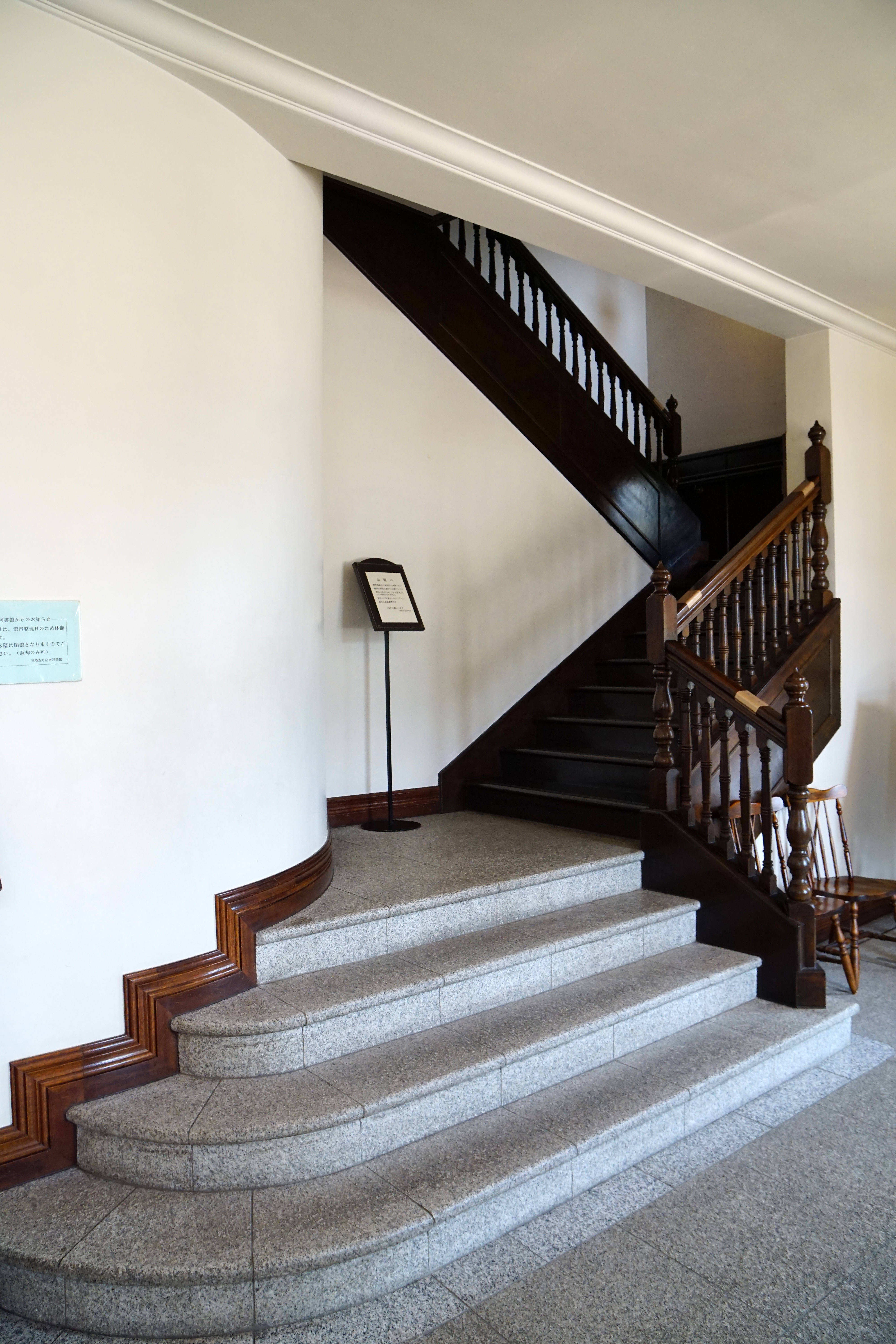
玄関ホール

北九州市大連友好記念館（きたきゅうしゅうしだいれんゆうこうきねんかん、旧称 北九州市立国際友好記念図書館）は福岡県北九州市門司区東港町にある、北九州市により整備された、歴史的建造物の複製建築物である。

## 概要
門司港レトロ地区に、北九州市と中国・大連市の友好都市締結15周年を記念して整備された。1階は中華レストラン「大連あかしあ」、2階は門司港レトロ交流スペース、大連市紹介コーナー、3階は地域コミュニケーションスペースになっている。かつて大連にあった、ロシア帝国が1902年に建設した東清鉄道汽船会社事務所の複製建築物である。なお、現在大連にある建物も複製である。
なお、北九州市が2016年2月に策定した、公共施設マネジメント実行計画に基づき、2018年3月をもって図書館としての機能は廃止され、観光施設に移管されることとなり、2018年3月30日をもって図書館は閉館、10月1日より北九州市大連友好記念館として再開した。

## 周辺施設
- 門司港桟橋 - 関門汽船（唐戸、巌流島）
- 門司港レトロハイマート
- 北九州市旧門司税関
- ブルーウイングもじ

## 交通
- JR九州門司港駅から徒歩12分。
- 平成筑豊鉄道門司港レトロ観光線出光美術館駅から徒歩2分。
- 関門汽船門司港桟橋から徒歩4分。
- 関門橋門司港ICから車で約7分。
- 九州自動車道門司ICより車で約8分。
- 北九州高速春日ランプより車で約5分。